# Championnat d'Amérique du Nord et des Caraïbes féminin de handball 2023
Navigation
Elgin 2021 Mexico 2025
Le Championnat d'Amérique du Nord et des Caraïbes 2023 est la 5e édition de cette compétition. Elle s'est déroulée du 5 au 11 juin 2023 à Nuuk au Groenland.
Groenland remporte pour la compétition pour la première fois et obtient ainsi sa qualification pour le Championnat du monde 2023.

## Présentation

### Équipes qualifiées
Cinq équipes participent à la compétition :
- Groenland, pays organisateur
- États-Unis
- Mexique
- Cuba
- Canada

## Tour préliminaire
| \| \| Équipe \| Pts \| J \| G \| N \| P \| Bp \| Bc \| Diff \| \| - \| ---------- \| --- \| - \| - \| - \| - \| --- \| --- \| ---- \| \| 1 \| Groenland \| 8 \| 4 \| 4 \| 0 \| 0 \| 106 \| 72 \| 34 \| \| 2 \| Canada \| 6 \| 4 \| 3 \| 0 \| 1 \| 104 \| 90 \| 14 \| \| 3 \| Mexique \| 4 \| 4 \| 2 \| 0 \| 2 \| 109 \| 104 \| 5 \| \| 4 \| Cuba \| 2 \| 4 \| 1 \| 0 \| 3 \| 105 \| 96 \| 9 \| \| 5 \| États-Unis \| 0 \| 4 \| 0 \| 0 \| 4 \| 57 \| 119 \| -62 \| | - Qualifié pour la finale - Qualifié pour le match pour la médaille de bronze - T : Tenant du titre. |     |   |   |   |   |     |     |      |
| | Équipe                                                                                               | Pts | J | G | N | P | Bp  | Bc  | Diff |
| 1 | Groenland                                                                                            | 8   | 4 | 4 | 0 | 0 | 106 | 72  | 34   |
| 2 | Canada                                                                                               | 6   | 4 | 3 | 0 | 1 | 104 | 90  | 14   |
| 3 | Mexique                                                                                              | 4   | 4 | 2 | 0 | 2 | 109 | 104 | 5    |
| 4 | Cuba                                                                                                 | 2   | 4 | 1 | 0 | 3 | 105 | 96  | 9    |
| 5 | États-Unis                                                                                           | 0   | 4 | 0 | 0 | 4 | 57  | 119 | -62  |

## Phase finale
Médaille de bronze
| 11 juin 2023 13:00 | Mexique | 29–27 | Cuba  |  |
| 11 juin 2023 13:00 | (12-11) |       |       |  |
| 11 juin 2023 13:00 | ×2      |       | ×1 ×6 |  |

Médaille d'or
| 11 juin 2023 16:00 | Groenland | 17–15 | Canada |  |
| 11 juin 2023 16:00 | (9–6)     |       |        |  |
| 11 juin 2023 16:00 | ×1        |       | ×4     |  |

## Statistiques et récompenses

### Équipe type
L'équipe-type de la compétition est :
| Poste                   | Joueuse           |
| ----------------------- | ----------------- |
| Meilleure joueuse (MVP) | Ivalu Bjerge (de) |
| Gardienne de but        | Vassilia Gagnon   |
| Ailière droit           | Maksi Pallas      |
| Arrière droit           | Rosa Armenteros   |
| Demi-centre             | Najaaja Lyberth   |
| Arrière gauche          | Myriam Zimmer     |
| Ailière gauche          | Andrea Heilmann   |
| Pivot                   | Arisleidy Herrera |